# 에릭슨-LG
에릭슨-LG(영어: Ericsson-LG)는 스웨던 기업 에릭슨(75%)과 대한민국 기업 LG전자(25%)가 소유한 통신장비 제조 합작 회사다. 2010년 7월에 설립된 Ericsson-LG는 한국 및 국제적으로 통신망 사업자 및 기업을 위한 장비를 설계 및 판매한다.
에릭슨엘지는 국내 3대 통신사인 SKT, KT, LG U+ 와 협력하고 있다. 에릭슨엘지는 핵심 파트너로서 통신사들이 CDMA와 5G의 초기 상용화 뿐만 아니라, 한국을 세계 통신 시장의 리더로 자리매김하는 중요한 역할을 할 수 있게 해주었다.
2022년 10월, 에릭슨엘지는 한네스 엑스트롬을 CEO 겸 공동 대표 이사로 임명했다.
에릭슨엘지는 2005년 11월 엘지노텔로 설립되었지만, 에릭슨이 2010년 6월 노텔의 지분(50%)을 인수하여 LG-에릭슨으로 이름이 변경되었다. 2012년 3월 22일 에릭슨은 지분율을 75%로 올렸고, 2012년 9월 1일 엘지에릭슨은 사명을 에릭슨엘지로 변경했다. 

## 주요 제품 및 서비스
에릭슨엘지의 주요 제품 및 서비스는 세 가지로 구성되어 있다: 네트워크, 클라우드 소프트웨어 및 서비스, 및 프라이빗 네트워크.
첫째, 네트워크는 Radio Access Network (RAN)와 모바일 전송을 위한 하드웨어, 소프트웨어 및 관련 제품을 제공한다. 네트워크 기술은 에릭슨엘지의 end-to-end 5G 플랫폼을 포함하며, 전체적인 5G 배포를 가능케 한다.
다음, 클라우드 소프트웨어 및 서비스에는 코어 네트워크 및 자동화(이전 3G 또는 4G 네트워크에서는 불가능했던 5G 신규 사용 사례), 및 매니지드 서비스 (네트워크와 IT 운영 개선 및 차세대 연결)에 대한 솔루션이 포함된다. 또한, 에릭슨엘지는 서비스 품질 향상과 성공적인 5G 수익화를 위해 서비스 오케스트렝션도 제공한다. 이러한 솔루션을 통해 서비스 공급자는 클라우드 기본 소프트웨어, 그리고 자동화된 운영으로 원활하게 전환할 수 있다.

마지막으로, 프라이빗 네트워크가 있다. 에릭슨엘지는 다양한 조직의 디지털 전환에 적합한 다양산 산업을 위한 프라이빗 네트워크 솔루션인 Ericsson Private 5G를 제공한다.